# Grand Prix Formule 1 van Maleisië 2016
De Grand Prix Formule 1 van Maleisië 2016 werd gehouden op 2 oktober 2016 op het Sepang International Circuit. Het was de zestiende race van het kampioenschap. Voor het eerst sinds 2000 wordt deze race in oktober gehouden, waar het de voorgaande vijftien seizoenen altijd aan het begin van het jaar werd verreden.

## Vrije trainingen

### Achtergrond
In de eerste vrije training deed zich een opmerkelijk incident voor, waarbij de Renault van Kevin Magnussen vlam vatte. Magnussen kon snel uit de auto klimmen en het vuur werd geblust door zijn team. Desondanks keerde de brand een aantal keren terug en pas na tien minuten was de situatie onder controle. Later bleek dat de brand was veroorzaakt door een benzinelek.

### Uitslagen
- Er wordt enkel de top-5 weergegeven.

| Vrije training 1 | Pos | No | Coureur          | Constructeur       | Tijd     |
| ---------------- | --- | -- | ---------------- | ------------------ | -------- |
| Vrije training 1 | 1   | 6  | Nico Rosberg     | Mercedes           | 1:35.227 |
| Vrije training 1 | 2   | 44 | Lewis Hamilton   | Mercedes           | 1:35.721 |
| Vrije training 1 | 3   | 7  | Kimi Räikkönen   | Ferrari            | 1:36.315 |
| Vrije training 1 | 4   | 5  | Sebastian Vettel | Ferrari            | 1:36.331 |
| Vrije training 1 | 5   | 14 | Fernando Alonso  | McLaren-Honda      | 1:36.510 |
| Vrije training 2 | Pos | No | Coureur          | Constructeur       | Tijd     |
| Vrije training 2 | 1   | 44 | Lewis Hamilton   | Mercedes           | 1:34.944 |
| Vrije training 2 | 2   | 6  | Nico Rosberg     | Mercedes           | 1:35.177 |
| Vrije training 2 | 3   | 5  | Sebastian Vettel | Ferrari            | 1:35.605 |
| Vrije training 2 | 4   | 7  | Kimi Räikkönen   | Ferrari            | 1:35.842 |
| Vrije training 2 | 5   | 33 | Max Verstappen   | Red Bull-TAG Heuer | 1:36.037 |
| Vrije training 3 | Pos | No | Coureur          | Constructeur       | Tijd     |
| Vrije training 3 | 1   | 44 | Lewis Hamilton   | Mercedes           | 1:34.434 |
| Vrije training 3 | 2   | 33 | Max Verstappen   | Red Bull-TAG Heuer | 1:34.879 |
| Vrije training 3 | 3   | 6  | Nico Rosberg     | Mercedes           | 1:35.053 |
| Vrije training 3 | 4   | 7  | Kimi Räikkönen   | Ferrari            | 1:35.150 |
| Vrije training 3 | 5   | 5  | Sebastian Vettel | Ferrari            | 1:35.170 |

## Kwalificatie
Lewis Hamilton behaalde voor Mercedes zijn achtste pole position van het seizoen door zijn teamgenoot Nico Rosberg, die in de laatste bocht de fout in ging, te verslaan. Max Verstappen werd voor Red Bull derde, met teamgenoot Daniel Ricciardo op de vierde plaats. Het Ferrari-duo Sebastian Vettel en Kimi Räikkönen kwalificeerde zich als vijfde en zesde, voor de Force India's van Sergio Pérez en Nico Hülkenberg. De top 10 werd afgesloten door de McLaren-coureur Jenson Button en Valtteri Bottas, die uitkomt voor Williams.
Na afloop van de kwalificatie kreeg McLaren-coureur Fernando Alonso een straf van 45 startplaatsen omdat motorleverancier Honda nieuwe updates heeft aangebracht. Omdat Alonso al meer dan de toegestane vijf motoren heeft gebruikt, krijgt hij een gridstraf.

### Kwalificatie-uitslag
| Pos                 | No | Coureur           | Constructeur         | Q1       | Q2       | Q3       | Grid |
| ------------------- | -- | ----------------- | -------------------- | -------- | -------- | -------- | ---- |
| 1                   | 44 | Lewis Hamilton    | Mercedes             | 1:34.444 | 1:33.046 | 1:32.850 | 1    |
| 2                   | 6  | Nico Rosberg      | Mercedes             | 1:34.460 | 1:33.609 | 1:33.264 | 2    |
| 3                   | 33 | Max Verstappen    | Red Bull-TAG Heuer   | 1:35.443 | 1:33.775 | 1:33.420 | 3    |
| 4                   | 3  | Daniel Ricciardo  | Red Bull-TAG Heuer   | 1:35.079 | 1:33.888 | 1:33.467 | 4    |
| 5                   | 5  | Sebastian Vettel  | Ferrari              | 1:34.557 | 1:33.972 | 1:33.584 | 5    |
| 6                   | 7  | Kimi Räikkönen    | Ferrari              | 1:33.556 | 1:33.903 | 1:33.632 | 6    |
| 7                   | 11 | Sergio Pérez      | Force India-Mercedes | 1:35.068 | 1:34.538 | 1:34.319 | 7    |
| 8                   | 27 | Nico Hülkenberg   | Force India-Mercedes | 1:34.827 | 1:34.441 | 1:34.489 | 8    |
| 9                   | 22 | Jenson Button     | McLaren-Honda        | 1:35.267 | 1:34.431 | 1:34.518 | 9    |
| 10                  | 19 | Felipe Massa      | Williams-Mercedes    | 1:35.267 | 1:34.422 | 1:34.671 | 10   |
| 11                  | 77 | Valtteri Bottas   | Williams-Mercedes    | 1:35.166 | 1:34.577 |          | 11   |
| 12                  | 8  | Romain Grosjean   | Haas-Ferrari         | 1:35.400 | 1:35.001 |          | 12   |
| 13                  | 21 | Esteban Gutiérrez | Haas-Ferrari         | 1:35.658 | 1:35.097 |          | 13   |
| 14                  | 20 | Kevin Magnussen   | Renault              | 1:35.593 | 1:35.277 |          | 14   |
| 15                  | 26 | Daniil Kvjat      | Toro Rosso-Ferrari   | 1:35.695 | 1:35.369 |          | 15   |
| 16                  | 55 | Carlos Sainz jr.  | Toro Rosso-Ferrari   | 1:35.605 | 1:35.374 |          | 16   |
| 17                  | 9  | Marcus Ericsson   | Sauber-Ferrari       | 1:35.816 |          |          | 17   |
| 18                  | 12 | Felipe Nasr       | Sauber-Ferrari       | 1:35.949 |          |          | 18   |
| 19                  | 30 | Jolyon Palmer     | Renault              | 1:35.999 |          |          | 19   |
| 20                  | 31 | Esteban Ocon      | MRT-Mercedes         | 1:36.451 |          |          | 20   |
| 21                  | 94 | Pascal Wehrlein   | MRT-Mercedes         | 1:36.587 |          |          | 21   |
| 22                  | 14 | Fernando Alonso   | McLaren-Honda        | 1:37.155 |          |          | 22   |
| 107% tijd: 1:41.055 |    |                   |                      |          |          |          |      |

## Wedstrijd

### Verslag

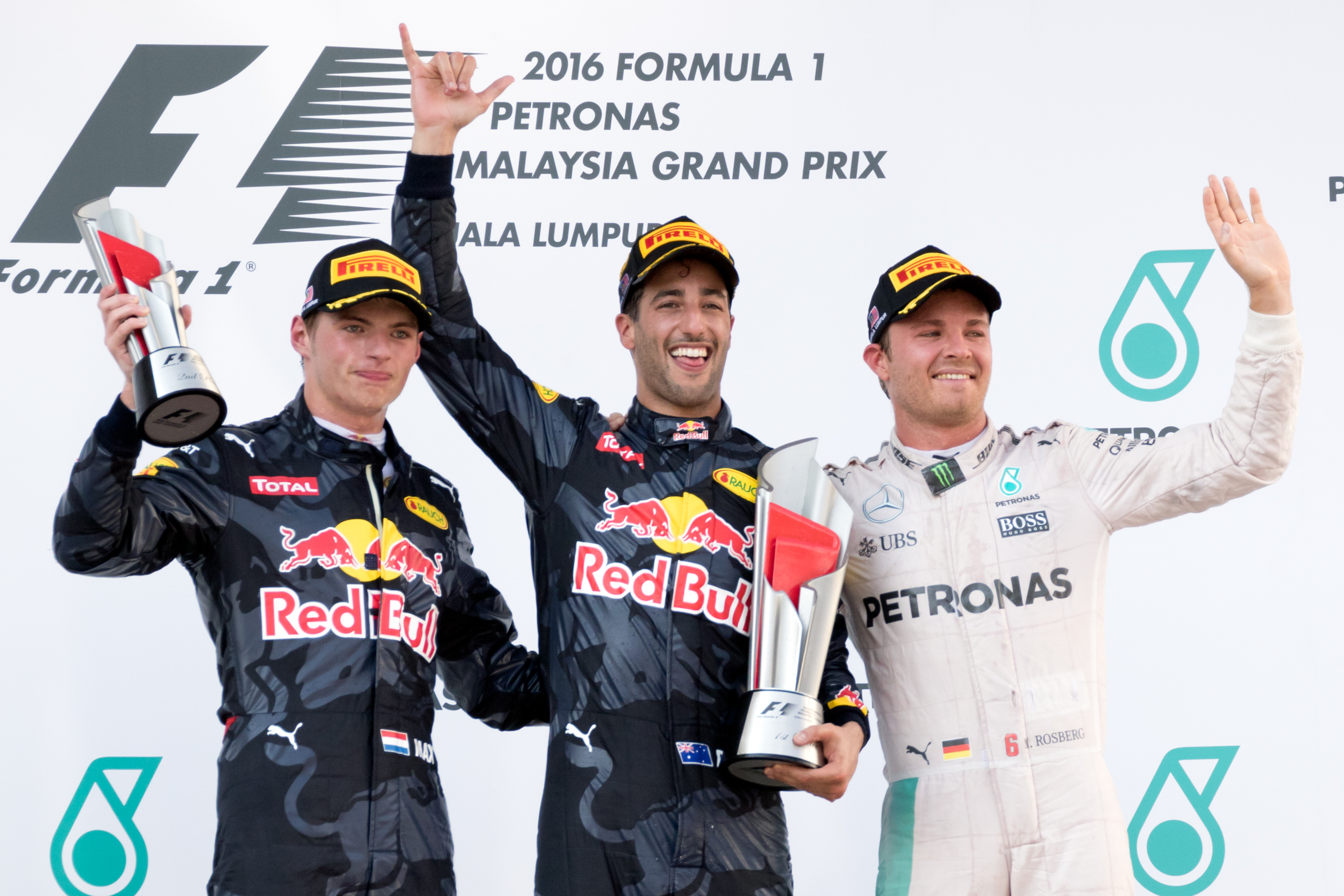
podium Maleisië 2016 Verstappen, Ricciardo, Rosberg

De race werd gewonnen door Daniel Ricciardo, die de leiding overnam nadat de motor van de auto van Lewis Hamilton het in de 41ste ronde begaf. Max Verstappen werd op twee seconden achterstand tweede. Nico Rosberg, die in de eerste ronde werd aangereden door Sebastian Vettel en daardoor terugviel naar de laatste plaats, reed een fraaie inhaalrace en finishte als derde. Kimi Räikkönen eindigde als vierde, voor Valtteri Bottas. De Force India's van Sergio Pérez en Nico Hülkenberg werden zesde en achtste, met de McLaren van de als laatste gestarte Fernando Alonso tussen hen in. De top 10 werd afgesloten door Jenson Button, die zijn driehonderdste Grand Prix-start meemaakte, en Renault-coureur Jolyon Palmer, die het eerste punt uit zijn Formule 1-carrière scoorde.
Voor zijn aandeel in de aanrijding in de eerste bocht kreeg Sebastian Vettel voor de volgende race in Japan een straf van drie startplaatsen en er worden twee strafpunten bijgeschreven op zijn superlicentie.

### Race-uitslag
| Pos. | No. | Coureur           | Constructeur         | Rondes | Tijd/Oorzaak uitval    | Grid | Punten |
| ---- | --- | ----------------- | -------------------- | ------ | ---------------------- | ---- | ------ |
| 1    | 3   | Daniel Ricciardo  | Red Bull-TAG Heuer   | 56     | 1:37:12.776            | 4    | 25     |
| 2    | 33  | Max Verstappen    | Red Bull-TAG Heuer   | 56     | +2.443                 | 3    | 18     |
| 3    | 6   | Nico Rosberg      | Mercedes             | 56     | +25.516                | 2    | 15     |
| 4    | 7   | Kimi Räikkönen    | Ferrari              | 56     | +28.785                | 6    | 12     |
| 5    | 77  | Valtteri Bottas   | Williams-Mercedes    | 56     | +1:01.582              | 11   | 10     |
| 6    | 11  | Sergio Pérez      | Force India-Mercedes | 56     | +1:03.794              | 7    | 8      |
| 7    | 14  | Fernando Alonso   | McLaren-Honda        | 56     | +1:05.205              | 22   | 6      |
| 8    | 27  | Nico Hülkenberg   | Force India-Mercedes | 56     | +1:14.062              | 8    | 4      |
| 9    | 22  | Jenson Button     | McLaren-Honda        | 56     | +1:21.816              | 9    | 2      |
| 10   | 30  | Jolyon Palmer     | Renault              | 56     | +1:35.466              | 19   | 1      |
| 11   | 55  | Carlos Sainz jr.  | Toro Rosso-Ferrari   | 56     | +1:38.878              | 16   |        |
| 12   | 9   | Marcus Ericsson   | Sauber-Ferrari       | 55     | +1 ronde               | 17   |        |
| 13   | 19  | Felipe Massa      | Williams-Mercedes    | 55     | +1 ronde               | 10   |        |
| 14   | 26  | Daniil Kvjat      | Toro Rosso-Ferrari   | 55     | +1 ronde               | 15   |        |
| 15   | 94  | Pascal Wehrlein   | MRT-Mercedes         | 55     | +1 ronde               | 21   |        |
| 16   | 31  | Esteban Ocon      | MRT-Mercedes         | 55     | +1 ronde               | 20   |        |
| DNF  | 12  | Felipe Nasr       | Sauber-Ferrari       | 46     | Remmen                 | 18   |        |
| DNF  | 44  | Lewis Hamilton    | Mercedes             | 40     | Motor                  | 1    |        |
| DNF  | 21  | Esteban Gutiérrez | Haas                 | 39     | Wiel                   | 13   |        |
| DNF  | 20  | Kevin Magnussen   | Renault              | 17     | Verlies aandrijfkracht | 14   |        |
| DNF  | 8   | Romain Grosjean   | Haas-Ferrari         | 7      | Remmen                 | 12   |        |
| DNF  | 5   | Sebastian Vettel  | Ferrari              | 0      | Ongeluk                | 5    |        |

## Tussenstanden Grand Prix
Betreft tussenstanden na afloop van de race.

### Coureurs
| Positie | No. | Rijder           | Team                 | Punten |
| ------- | --- | ---------------- | -------------------- | ------ |
| 01      | 6   | Nico Rosberg     | Mercedes             | 288    |
| 02      | 44  | Lewis Hamilton   | Mercedes             | 265    |
| 03      | 3   | Daniel Ricciardo | Red Bull-TAG Heuer   | 204    |
| 04      | 7   | Kimi Räikkönen   | Ferrari              | 160    |
| 05      | 5   | Sebastian Vettel | Ferrari              | 153    |
| 06      | 33  | Max Verstappen   | Red Bull-TAG Heuer   | 147    |
| 07      | 77  | Valtteri Bottas  | Williams-Mercedes    | 80     |
| 08      | 11  | Sergio Pérez     | Force India-Mercedes | 74     |
| 09      | 27  | Nico Hülkenberg  | Force India-Mercedes | 50     |
| 10      | 14  | Fernando Alonso  | McLaren-Honda        | 42     |

### Constructeurs
| Positie | Team                 | Punten |
| ------- | -------------------- | ------ |
| 01      | Mercedes             | 553    |
| 02      | Red Bull-TAG Heuer   | 359    |
| 03      | Ferrari              | 313    |
| 04      | Force India-Mercedes | 124    |
| 05      | Williams-Mercedes    | 121    |
| 06      | McLaren-Honda        | 62     |
| 07      | Toro Rosso-Ferrari   | 47     |
| 08      | Haas-Ferrari         | 28     |
| 09      | Renault              | 8      |
| 10      | MRT-Mercedes         | 1      |